# Dichagyris psammoxantha
Dichagyris psammoxantha là một loài bướm đêm trong họ Noctuidae.